# Capoeira

Een capoeirabeweging: estrela

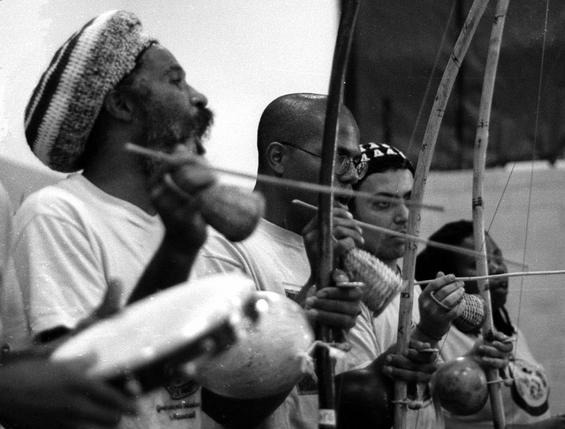
Capoeiramuzikanten

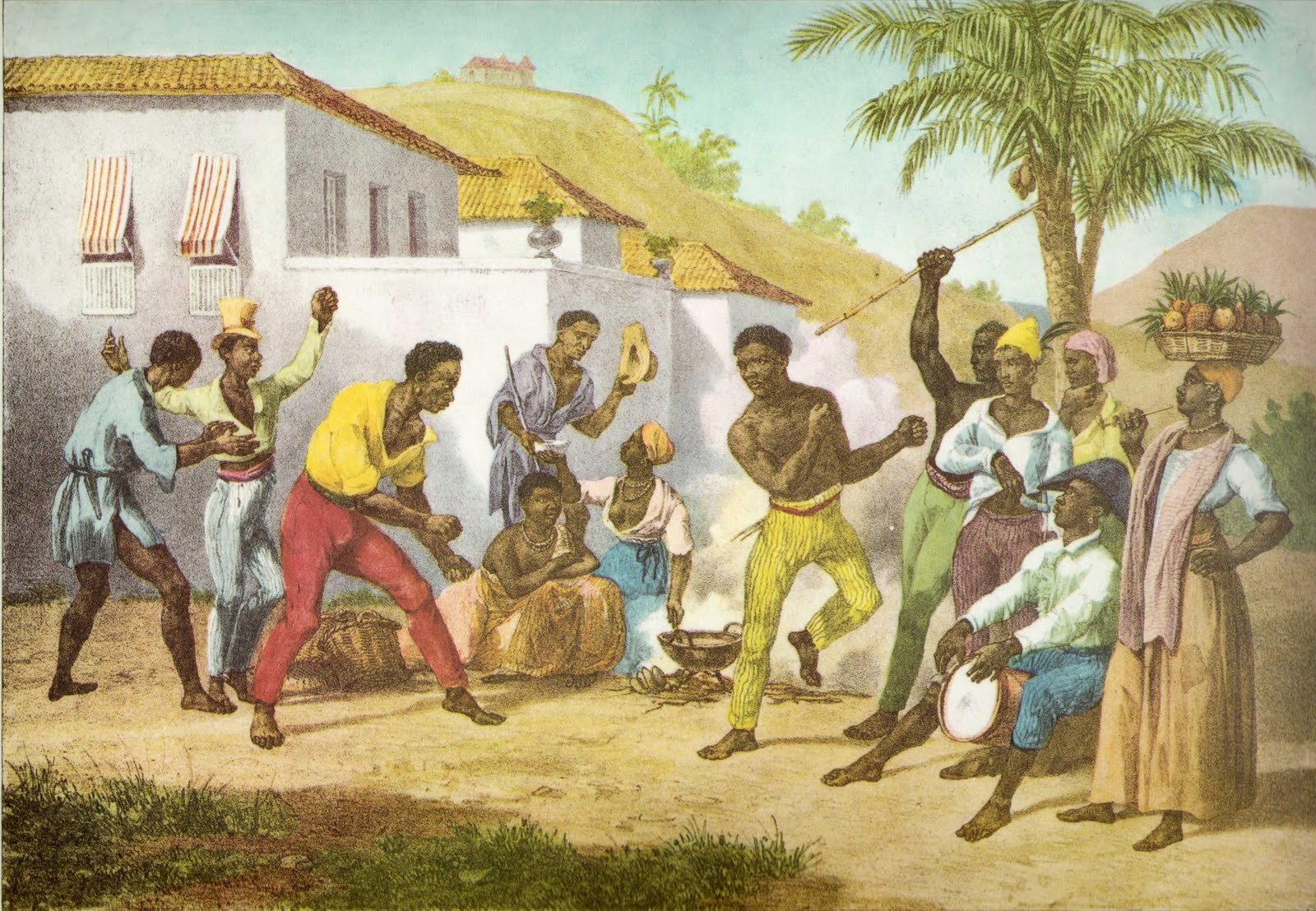
"Jogar Capoëra - Danse de la guerre" Schilderij van Johann Moritz Rugendas, 1835

Capoeira is een spel, vaak omschreven als een Braziliaanse vecht-dans. Zij heeft haar wortels in soortgelijke spelen of riten die werden meegebracht door de Afrikaanse bevolking in de tijd van de slavernij in Brazilië. Twee mensen spelen het capoeiraspel in een door mensen gevormde cirkel, waarvan het hart een rij muzikanten is. Het spel is een uitwisseling van aanvals- en verdedigingstechnieken op muziek, waarbij de 'verdedigende' partij laag gebukte, ontwijkende bewegingen maakt. Kenmerkende bewegingen van het spel zijn de ginga; een swingende basisstap van waaruit alle mogelijke bewegingen voortvloeien. Capoeira ziet eruit als een combinatie van vele acrobatische bewegingen en draaitrappen.

## Spel
Boven alles is capoeira een spel. Er is geen winnaar of verliezer. Wel is vaak snel duidelijk wie het spel het beste beheerst; wie is sneller of creatiever? Wie kent de regels het best? Wie heeft meer ervaring? Capoeira is geen pure sport; het gaat niet slechts om bewegen maar ook om muziek. Een beoefenaar van capoeira noemt men een capoeirista. Capoeira is voor velen van hen ook een manier van leven, een subcultuur. Het is een combinatie van muziek maken, naar muziek luisteren en bewegen en reageren op die muziek. Er worden verschillende muziekinstrumenten gebruikt; de berimbau, atabaque (percussie instrument), pandeiro (tamboerijn), agogô (koebel) en reco-reco. Het spel wordt door twee personen tegelijk in een cirkel beoefend. Geestelijke weerbaarheid tonen door snel te reageren met tactische bewegingen en het uit balans brengen van degene met wie men speelt zijn de uitgangspunten. Dit gedaan worden door hem of haar te scharen met bepaalde bewegingen.

## Geschiedenis
Een veel gehoorde suggestie over de ontwikkeling van capoeira is de stelling dat de slaven 'gevechtstraining' camoufleerden als dans om zo de onderdrukker te misleiden. Deze had op die manier geen notie van het feit dat de slaven bezig waren met hun oorspronkelijke cultuur en de versterking van hun fysieke weerbaarheid. Deze legende is waarschijnlijk niet volledig, aangezien lange tijd alle Afro-Braziliaanse culturele uitingen (dans, religie, muziek) verboden waren en daarmee ook Capoeira. De oorsprong wordt veelal gezocht in ofwel Angola of Mozambique, allebei Portugese koloniën. Een aan capoeira analoge vorm van vechtkunst genaamd Moringue of Moring Do fé wordt sinds enkele eeuwen beoefend in het gehele gebied van de Indische Oceaan. Ook de vechtdans Ladja op Martinique lijkt heel sterk op Capoeira. In totaal zijn er ongeveer vier miljoen mensen vanaf het Afrikaanse continent naar Brazilië gebracht; ongeveer 38% van het totale aantal slaven in de 'Nieuwe Wereld'. Drie grote bevolkingsgroepen springen eruit: de Sudanesen, de islamitische Sudanesen en de Bantu. De Sudanese groep bestond vooral uit Yoruba en 'Dahomean'. De 'Bantu' zijn afkomstig uit Angola, Kongo en Mozambique.
Er zijn vele redenen om een direct verband tussen het ontstaan van capoeira en de etnische variëteit van de slaven te suggereren. Capoeira was - net als alle andere activiteiten van afro-braziliaanse oorsprong - namelijk verboden door de Braziliaanse overheid.
Begin negentiende eeuw werd capoeira vooral door West-Centraal-Afrikanen beoefend. Dit blijkt uit documentatie van onder andere gevangenissen waar veel slaven terechtkwamen omdat zij capoeira speelden. 91% van de gearresteerde capoeiristas was slaaf en 8% was vrijgelaten slaaf. Dit is interessant aangezien 80% van de gevangenen slaven waren. Bovendien blijkt dat 84% van de gearresteerde capoeiristas van Kongolese afkomst waren.
Na de afschaffing van de trans-Atlantische slavenhandel in 1850 veranderde de status van de gevangen capoeiristas snel; in ruil voor hun vrijheid kregen zij een baan in het leger en moesten gaan vechten aan het front bij Paraguay (1865-1870). Men begon capoeira te associëren met vechtkunst en zelfverdediging. Zelfs politici begonnen capoeiristas in te huren als bodyguards. Politici, die ook stemmen kochten, lieten hun rivalen bedreigen door ingehuurde capoeiristas. In 1890 werd capoeira door de regering verboden. Een doorslaggevende gebeurtenis voor het positieve imago van capoeira was het gevecht tussen twee mannen in 1909. Wereldkampioen jiujitsu, Sado Miako toerde door Brazilië. Na een gevecht met capoeirista Ciríaco Francisco da Silva, bekend onder de bijnaam 'Macaco', werd Sado Miako bewusteloos uit de ring gedragen. Opeens had het niet-geïmporteerde capoeira het gewonnen van een buitenlandse vechtkunst! Onder het regime van Vargas (1930-1954) werd de onderdrukking van culturele expressie, inclusief capoeira, minder.

## Oorsprong van het woordcapoeira
Een van de theorieën over de oorsprong van het woord 'capoeira' verwijst naar een zebra-dans uitgevoerd door de bevolking van Mucupe, wonend nabij de rivier de Kunene in Zuid-Angola. Deze dans heette n'golo, deze rite de passage had een jonge man als winnaar, deze jonge man werd vervolgens 'capoeira' genoemd. Brasil Gerson heeft een andere theorie, hij suggereert dat de naam komt van de associatie met kooien waarin kippen naar de markt werden gebracht. Hij vermoedt dat jonge mannen op de markt bijeen kwamen en daar het spel speelden en het daarom zo zijn gaan noemen. Een derde theorie is de uitleg van het woord in twee taalfamilies. In het Portugees ligt hij in de lijn van de voorgaande theorie; 'capão' betekent 'haan'. In het Guarani (de moedertaal van een deel van de inheemse Braziliaanse bevolking), wordt het gerelateerd aan hout, bladeren en bossen. Er wordt gespeculeerd dat het verband zou houden met gebieden begroeid met deze vegetatie waar de voortvluchtige capoeiristas konden schuilen voor de meesters die hen op de hielen zaten.
Capoeira is echter een bij uitstek stedelijke activiteit. Er is geen documentatie bekend die erop wijst dat capoeira op plantages beoefend zou zijn. Ook vandaag de dag wordt capoeira in de grote steden beoefend en niet op het platteland. Een simpele verklaring hiervoor is de concentratie van het aantal mensen. Vele mensen komen af op het spectaculaire spel. Dit was de belangrijkste reden waarom de overheid het destijds verbood.

## Moderne versies
Tegenwoordig bestaan er meerdere varianten van capoeira:
- Capoeira Angola Deze variant wordt aangeduid als de oorspronkelijke capoeira. Vincente Ferreira Pastinha (geboren in 1889), beter bekend als Mestre Pastinha was de eerste die les gaf in capoeira in een capoeiraschool op het Pelourinho in Salvador da Bahia; "Centro Esportivo de Capoeira Angola". Met de belofte terug te kunnen keren in het pand na een verbouwing werd hij met zijn leerlingen op straat gezet. In 1941 opent hij de tweede officieel erkende capoeiraschool. Pastinha vertelt hoe hij het spel leerde van de Angolees Benedito. Deze leerde het hem omdat Pastinha klein en zwak was. Capoeira zou hem onvoorspelbaar en weerbaar maken. Pastinha is in 1981 overleden, maar zijn leerlingen geven nog steeds les. Twee bekende namen zijn Mestre João Pequeno en Mestre João Grande. De laatste is de enige die een officiële titel als doctor aan een Universiteit heeft gekregen in de Verenigde Staten. Omdat zij en hun vele leerlingen in dezelfde stijl lesgeven en veelal hetzelfde gedachtegoed uitdragen, wordt de 'stijl' gezien als de traditionele.

"Mandinga de escravo em ânsia de liberdade, seu princípio não tem método e seu fim é inconcebível ao mais sábio capoeirista".

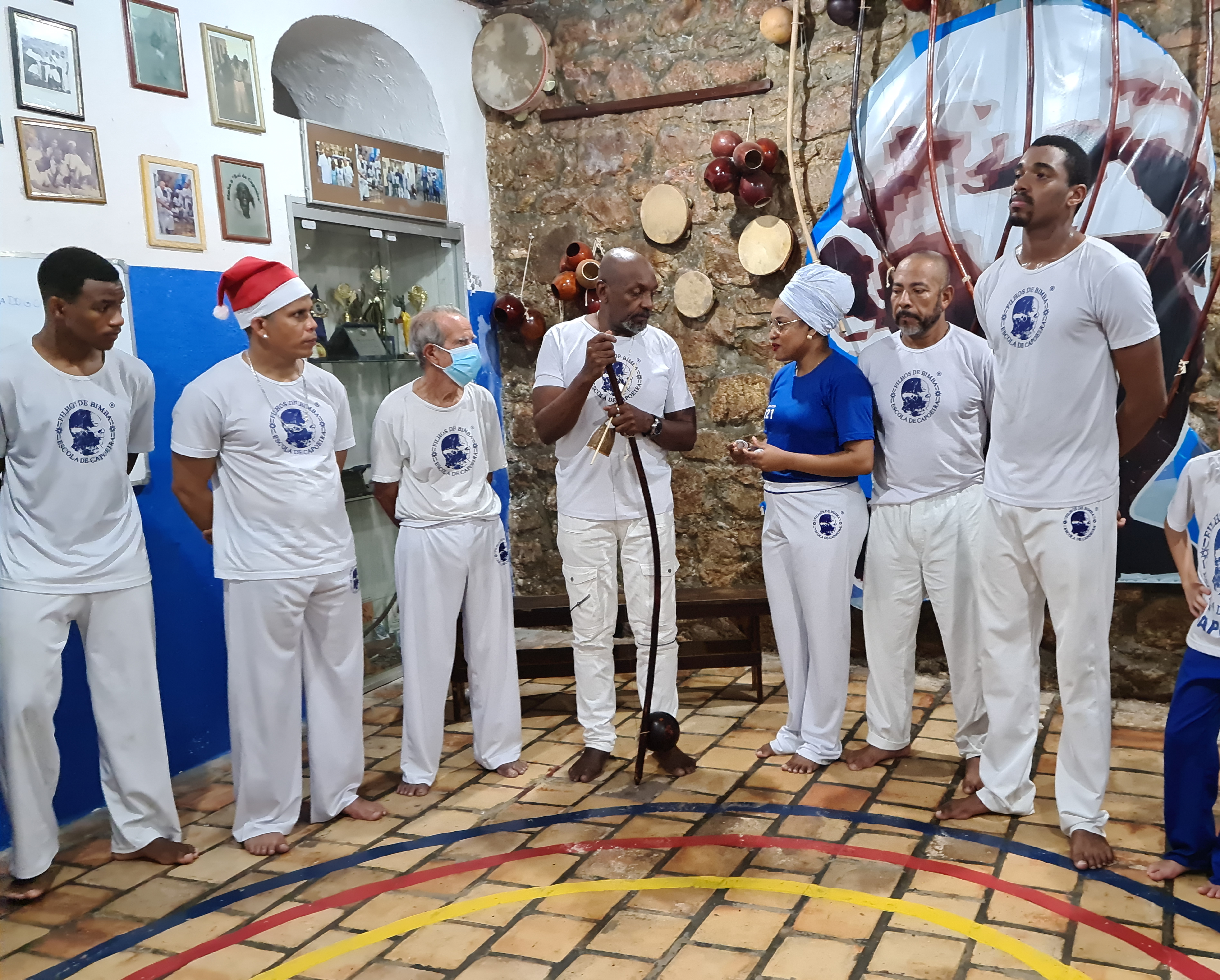
Mestre Bimba group, 2022

- Capoeira Regional In 1932 opent Manoel dos Reis Machado (Mestre Bimba) zijn capoeiraschool. Dit werd de eerste formele school, officieel erkend door de Braziliaanse overheid op 9 juli 1937. Mestre Bimba ontwikkelde zijn eigen regionale stijl, vandaar de naam: Capoeira Regional. Hij was een uitstekend worstelaar en in zijn vorm combineerde hij technieken van de originele capoeira met de technieken van jiujitsu, boksen en Grieks-Romeins worstelen. Deze tak van capoeira wordt gekarakteriseerd door de vele acrobatische toevoegingen en de snelle uitvoering. Mestre Bimba overleed in 1974 en in 1996 werd aan hem door de Universidade Federal da Bahia postuum de titel "Doutor honoris causa" toegekend.

- Capoeira Contemporanea Capoeira is voortdurend aan verandering onderhevig. Er bestaat geen centrale organisatie. Tegenwoordig valt steeds vaker de term Capoeira Contemporanea (hedendaagse capoeira). Er lijkt een nieuwe stijl te ontstaan. Deze stijl komt voort uit de capoeira regional van Mestre Bimba. De scholen die deze stijl onderwijzen maken onderscheid tussen verschillende manieren van spelen gerelateerd aan verschillende ritmes. Voorbeelden hiervan zijn: capoeira angola, benguela en regional. De Capoeira Angola scholen beschouwen de Capoeira "Contemporanea"-scholen als minder oorspronkelijk.